# Charles Compan
Pour les articles homonymes, voir Compan.
Charles Compan (1732 - Paris, 23 décembre 1818) est un juriste, romancier et dramaturge français.
Avocat au Parlement de Paris, il a notamment travaillé au Petit Almanach de Rivarol. Outre quelques romans et pièces de théâtre, il est l'auteur du premier dictionnaire de danse de l'histoire, s'inspirant notamment des travaux de l'encyclopédiste Louis de Cahusac.

## Œuvres

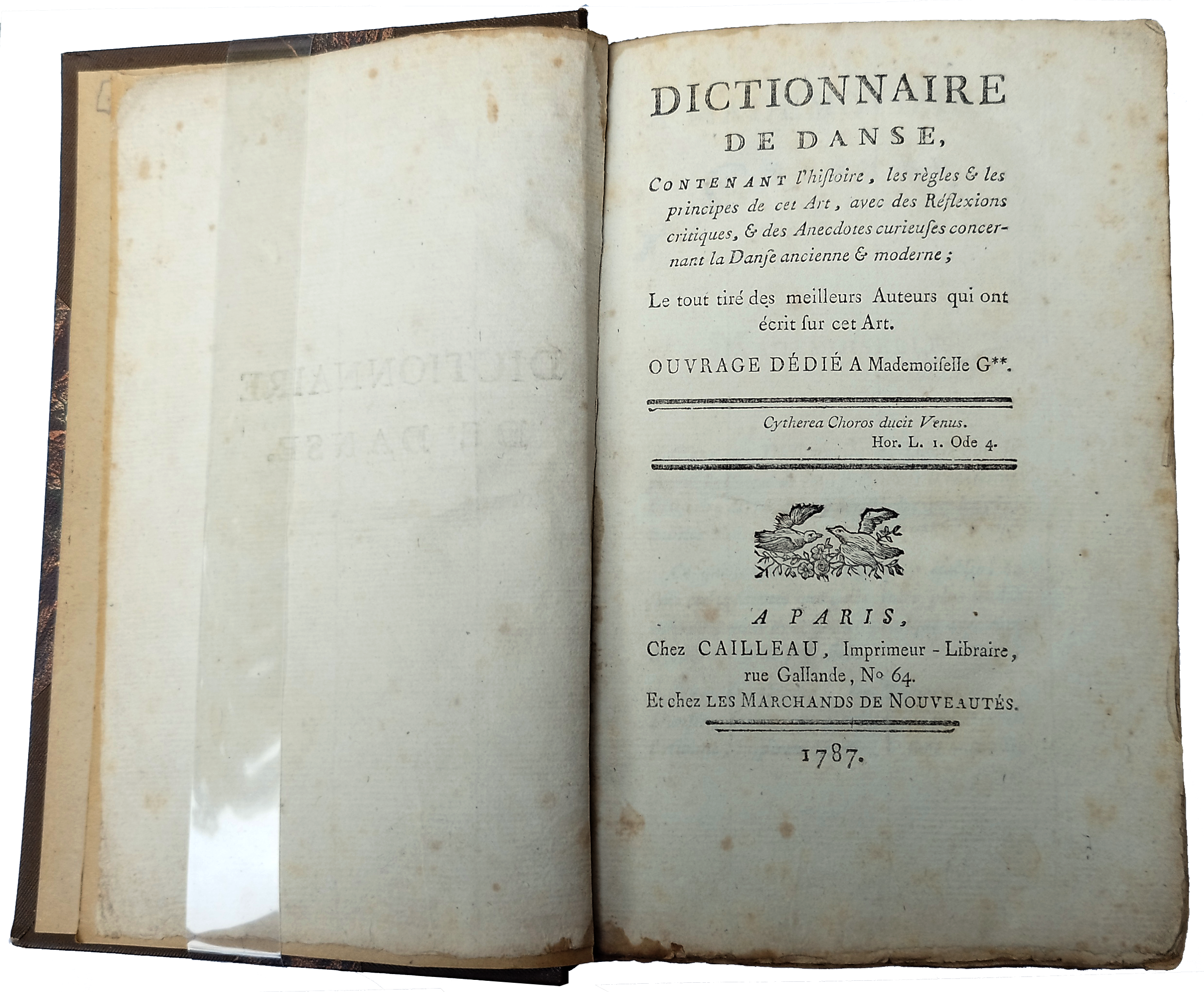
Dictionnaire de danse de Compan, dédié à Mlle G** c'est-à-dire Marie-Madeleine Guimard.

- La Nature vengée, ou la Réconciliation imprévue, par M. C**, Amsterdam ; Paris, Mérigot jeune, 1769.
- Le Mariage, par monsieur C***, Paris, Des Ventes de Ladoué ; Rouen, Le Boucher, 1769, 2 vol. (lire en ligne : vol. 1 et vol. 2)
- Le Palais de frivolité, Amsterdam ; Paris, Mérigot jeune, 1773.
- Colette, ou la Vertu couronnée par l'Amour, conte moral, Amsterdam ; Paris, Mérigot, 1775, 2 vol.
- Le Secret, divertissement en un acte, Paris, Mérigot, 1780.
- Charles Compan, Dictionnaire de danse, contenant l'histoire, les règles et les principes de cet art. Avec des réflexions critiques, Et des anecdotes curieuses concernant la danse ancienne et moderne ; le tout tiré des meilleurs auteurs qui ont écrit sur cet Art. Ouvrage dédié à Mademoiselle G**, Paris, André-Charles Cailleau, 1787 (BNF 30262504, lire en ligne).[2]

## Pour approfondir